# Золотий глобус (72-га церемонія вручення)
72-га церемонія вручення нагород премії «Золотий глобус»

11 січня 2015 року
Найкращий фільм — драма: 
«Юність»
Найкращий фільм —
комедія або мюзикл: 
«Готель «Ґранд Будапешт»
Найкращий телесеріал — драма: 
«Роман»
Найкращий телесеріал —
комедія або мюзикл: 
«Очевидне»
Найкращий мінісеріал або телефільм: 
«Фарґо»
< 71-ша • Церемонії вручення • 73-тя >
72-га церемонія вручення нагород премії «Золотий глобус» за заслуги в галузі кінематографу і телебачення за 2014 рік, що відбулася 11 січня 2015 в готелі Беверлі-Гілтон (Беверлі-Гіллз, Лос-Анджелес, Каліфорнія). Номінантів оголосили Кейт Бекінсейл, Пітер Краузе, Паула Паттон, Джеремі Півен 11 грудня 2014. Церемонія транслювалася американською телекомпанією NBC. Ведучими втретє стали Тіна Фей та Емі Полер. Церемонія спродюсована компанією Dick Clark Productions у співпраці з голлівудською асоціацією іноземної преси.
Найбільшу кількість номінацій (7) було у картини Алехандро Гонсалеса Іньярріту «Бердмен», але у своїй номінації Найкраща комедія або мюзикл фільм програв «Готелю «Ґранд Будапешт» Веса Андерсона. Російський фільм «Левіафан» переміг у категорії Найкращий іноземний фільм. Неочікуваною для більшості стала нагорода за найкращу чоловічу роль у драмі, яку отримав Едді Редмейн за роль Стівена Гокінга у фільмі «Теорія всього». Премію «Золотий глобус» в категорії Найкращий драматичний фільм отримала стрічка «Юність», над якою режисер Річард Лінклейтер працював протягом 12 років.

## Список лауреатів і номінантів

### Кіно
Фільми з найбільшою кількістю нагород та номінацій
| Фільм                       | Перемоги | Номінації |
| --------------------------- | -------- | --------- |
| • «Юність»                  | 3        | 5         |
| • «Бердмен»                 | 2        | 7         |
| • «Теорія всього»           | 2        | 4         |
| • «Готель «Ґранд Будапешт»  | 1        | 4         |
| • «Сельма»                  | 1        | 4         |
| • «Великі очі»              | 1        | 3         |
| • «Все ще Еліс»             | 1        | 1         |
| • «Одержимість»             | 1        | 1         |
| • «Як приборкати дракона 2» | 1        | 1         |
| • «Левіафан»                | 1        | 1         |
| • «Гра в імітацію»          | —        | 5         |
| • «Загублена»               | —        | 4         |
| • «Мисливець на лисиць»     | —        | 3         |
| • «У темному-темному лісі»  | —        | 3         |
| • «Енні»                    | —        | 2         |
| • «Святий Вінсент»          | —        | 2         |

• Переможці вказані першими і виділені окремим кольором.
| Категорія                                   | Лауреати і номінанти                                                                   | Лауреати і номінанти                                                                                  |
| ------------------------------------------- | -------------------------------------------------------------------------------------- | --- |
| Найкращий фільм — драма                     | • «Юність»                                                                             | • «Юність»                                                                                            |
| Найкращий фільм — драма                     | • «Мисливець на лисиць»                                                                | |
| Найкращий фільм — драма                     | • «Гра в імітацію»                                                                     | |
| Найкращий фільм — драма                     | • «Сельма»                                                                             | |
| Найкращий фільм — драма                     | • «Теорія всього»                                                                      | |
| Найкращий фільм — комедія або мюзикл        | • «Готель «Ґранд Будапешт»                                                             | • «Готель «Ґранд Будапешт»                                                                            |
| Найкращий фільм — комедія або мюзикл        | • «Бердмен»                                                                            | |
| Найкращий фільм — комедія або мюзикл        | • «У темному-темному лісі»                                                             | |
| Найкращий фільм — комедія або мюзикл        | • «Гордість»                                                                           | |
| Найкращий фільм — комедія або мюзикл        | • «Святий Вінсент»                                                                     | |
| Найкраща чоловіча роль — драма              |                                                                                        | • «Теорія всього» — Едді Редмейн за роль Стівена Гокінга                                              |
| Найкраща чоловіча роль — драма              | • «Мисливець на лисиць» — Стів Карелл за роль Джона Дюпона                             | |
| Найкраща чоловіча роль — драма              | • «Гра в імітацію» — Бенедикт Камбербетч за роль Алана Тюрінга                         | |
| Найкраща чоловіча роль — драма              | • «Стерв'ятник» — Джейк Джилленгол за роль Луї Блума                                   | |
| Найкраща чоловіча роль — драма              | • «Сельма» — Девід Оєлово за роль Мартіна Лютера Кінга                                 | |
| Найкраща жіноча роль — драма                |                                                                                        | • «Все ще Еліс» — Джуліанн Мур за роль Еліс Гавленд                                                   |
| Найкраща жіноча роль — драма                | • «Торт» — Дженніфер Еністон за роль Клер Беннетт                                      | |
| Найкраща жіноча роль — драма                | • «Теорія всього» — Фелісіті Джонс за роль Джейн Вайлд Гокінг                          | |
| Найкраща жіноча роль — драма                | • «Загублена» — Розамунд Пайк за роль Емі Елліот Данн                                  | |
| Найкраща жіноча роль — драма                | • «Дика» — Різ Візерспун за роль Шеріл Стрейд                                          | |
| Найкраща чоловіча роль — комедія або мюзикл |                                                                                        | • «Бердмен» — Майкл Кітон за роль Ріггана Томсона / Бердмена                                          |
| Найкраща чоловіча роль — комедія або мюзикл | • «Готель Гранд Будапешт» — Рейф Файнс за роль месьє Густава                           | |
| Найкраща чоловіча роль — комедія або мюзикл | • «Великі очі» — Крістоф Вальц за роль Волтера Кіна                                    | |
| Найкраща чоловіча роль — комедія або мюзикл | • «Святий Вінсент» — Білл Мюррей за роль Вінсента Маккена                              | |
| Найкраща чоловіча роль — комедія або мюзикл | • «Вроджена вада» — Хоакін Фенікс за роль Ларрі «Дока» Спортелло                       | |
| Найкраща жіноча роль — комедія або мюзикл   |                                                                                        | • «Великі очі» — Емі Адамс за роль Маргарет Кін                                                       |
| Найкраща жіноча роль — комедія або мюзикл   | • «У темному-темному лісі» — Емілі Блант за роль дружини Булочника                     | |
| Найкраща жіноча роль — комедія або мюзикл   | • «Прянощі та пристрасті» — Гелен Міррен за роль Мадам Малорі                          | |
| Найкраща жіноча роль — комедія або мюзикл   | • «Зоряна карта» — Джуліанн Мур за роль Гавани Сегранд                                 | |
| Найкраща жіноча роль — комедія або мюзикл   | • «Енні» — Ковенженей Волліс за роль Енні Беннетт                                      | |
| Найкраща чоловіча роль другого плану        |                                                                                        | • «Одержимість» — Дж. К. Сіммонс за роль Теренса Флетчера                                             |
| Найкраща чоловіча роль другого плану        | • «Суддя» — Роберт Дюваль за роль Джозефа Палмера                                      | |
| Найкраща чоловіча роль другого плану        | • «Юність» — Ітан Гоук за роль Мейсона Евенса                                          | |
| Найкраща чоловіча роль другого плану        | • «Бердмен» — Едвард Нортон за роль Майка Шайнера                                      | |
| Найкраща чоловіча роль другого плану        | • «Мисливець на лисиць» — Марк Руффало за роль Дейва Шульца                            | |
| Найкраща жіноча роль другого плану          |                                                                                        | • «Юність» — Патриція Аркетт за роль Олівії Еванс                                                     |
| Найкраща жіноча роль другого плану          | • «Найжорстокіший рік» — Джессіка Честейн за роль Анни Моралес                         | |
| Найкраща жіноча роль другого плану          | • «Гра в імітацію» — Кіра Найтлі за роль Джоан Кларк                                   | |
| Найкраща жіноча роль другого плану          | • «У темному-темному лісі» — Меріл Стріп за роль відьми                                | |
| Найкраща жіноча роль другого плану          | •«Бердмен» — Емма Стоун за роль Сем Томпсон                                            | |
| Найкраща режисерська робота                 |                                                                                        | • «Юність» — Річард Лінклейтер                                                                        |
| Найкраща режисерська робота                 | • «Готель «Ґранд Будапешт» — Вес Андерсон                                              | |
| Найкраща режисерська робота                 | • «Загублена» — Девід Фінчер                                                           | |
| Найкраща режисерська робота                 | • «Сельма» — Ава Дюверней                                                              | |
| Найкраща режисерська робота                 | • «Бердмен» — Алехандро Гонсалес Іньярріту                                             | |
| Найкращий сценарій                          |                                                                                        | • «Бердмен» — Алехандро Гонсалес Іньярріту, Ніколас Джіакобоне, Армандо Бо, Александер Дінеларіс-мол. |
| Найкращий сценарій                          | • «Готель «Ґранд Будапешт» — Вес Андерсон                                              | |
| Найкращий сценарій                          | • «Загублена» — Гіліян Флінн                                                           | |
| Найкращий сценарій                          | • «Гра в імітацію» — Грем Мур                                                          | |
| Найкращий сценарій                          | • «Юність» — Річард Лінклейтер                                                         | |
| Найкраща музика                             |                                                                                        | • «Теорія всього» — Йоганн Йоганнссон                                                                 |
| Найкраща музика                             | • «Бердмен» — Антоніо Санчес                                                           | |
| Найкраща музика                             | • «Загублена» — Трент Резнор, Аттікус Росс                                             | |
| Найкраща музика                             | • «Гра в імітацію» — Александр Деспла                                                  | |
| Найкраща музика                             | • «Інтерстеллар» — Ганс Ціммер                                                         | |
| Найкраща пісня                              | • «Сельма» — «Glory» — Джон Ледженд, Common                                            | • «Сельма» — «Glory» — Джон Ледженд, Common                                                           |
| Найкраща пісня                              | • «Великі очі» — «Big Eyes» — Лана Дель Рей, Ден Хіт                                   | |
| Найкраща пісня                              | • «Ной» — «Mercy Is» — Патті Сміт, Ленні Кей                                           | |
| Найкраща пісня                              | • «Енні» — «Opportunity» — Сіа Ферлер, Грег Керстін, Вілл Глак                         | |
| Найкраща пісня                              | • «Голодні ігри: Переспівниця. Частина І» — «Yellow Flicker Beat» — Lorde, Джоел Літтл | |
| Найкращий анімаційний фільм                 | • «Як приборкати дракона 2»                                                            | • «Як приборкати дракона 2»                                                                           |
| Найкращий анімаційний фільм                 | • «Супер шістка»                                                                       | |
| Найкращий анімаційний фільм                 | • «Книга життя»                                                                        | |
| Найкращий анімаційний фільм                 | • «Сімейка монстрів»                                                                   | |
| Найкращий анімаційний фільм                 | • «Lego Фільм»                                                                         | |
| Найкращий фільм іноземною мовою             | • «Левіафан» (Росія)                                                                   | • «Левіафан» (Росія)                                                                                  |
| Найкращий фільм іноземною мовою             | • «Іда» (Польща)                                                                       | |
| Найкращий фільм іноземною мовою             | • «Форс-мажор» / «Turist» (Швеція)                                                     | |
| Найкращий фільм іноземною мовою             | • «Мандарини» (Естонія)                                                                | |
| Найкращий фільм іноземною мовою             | • «Гет» (Ізраїль)                                                                      | |

### Телебачення
Телесеріали з найбільшою кількістю нагород та номінацій
| Фільм                         | Перемоги | Номінації |
| ----------------------------- | -------- | --------- |
| • «Фарґо»                     | 2        | 5         |
| • «Роман»                     | 2        | 3         |
| • «Очевидне»                  | 2        | 2         |
| • «Картковий будинок»         | 1        | 3         |
| • «Звичайне серце»            | 1        | 3         |
| • «Незаймана Джейн»           | 1        | 2         |
| • «Абатство Даунтон»          | 1        | 2         |
| • «Шляхетна жінка»            | 1        | 1         |
| • «Справжній детектив»        | —        | 4         |
| • «Гарна дружина»             | —        | 3         |
| • «Олівія Кіттерідж»          | —        | 3         |
| • «Помаранчевий — хіт сезону» | —        | 3         |
| • «Американська історія жаху» | —        | 2         |
| • «Дівчата»                   | —        | 2         |
| • «Рей Донован»               | —        | 2         |
| • «Зниклий безвісти»          | —        | 2         |

| Категорія                                                                | Лауреати і номінанти                                                   | Лауреати і номінанти                                          |
| ------------------------------------------------------------------------ | ---------------------------------------------------------------------- | ------------------------------------------------------------- |
| Найкращий серіал — драма                                                 | • «Роман» / The Affair                                                 | • «Роман» / The Affair                                        |
| Найкращий серіал — драма                                                 | • «Абатство Даунтон»                                                   |                                                               |
| Найкращий серіал — драма                                                 | • «Гра престолів»                                                      |                                                               |
| Найкращий серіал — драма                                                 | • «Картковий будинок»                                                  |                                                               |
| Найкращий серіал — драма                                                 | • «Гарна дружина»                                                      |                                                               |
| Найкращий серіал — комедія або мюзикл                                    | • «Очевидне»                                                           | • «Очевидне»                                                  |
| Найкращий серіал — комедія або мюзикл                                    | • «Дівчата» / Girls                                                    |                                                               |
| Найкращий серіал — комедія або мюзикл                                    | • «Незаймана Джейн» / Jane the Virgin                                  |                                                               |
| Найкращий серіал — комедія або мюзикл                                    | • «Помаранчевий — хіт сезону»                                          |                                                               |
| Найкращий серіал — комедія або мюзикл                                    | • «Кремнієва долина»                                                   |                                                               |
| Найкращий мінісеріал або телефільм                                       | • «Фарґо»                                                              | • «Фарґо»                                                     |
| Найкращий мінісеріал або телефільм                                       | • «Зниклий безвісти» / The Missing                                     |                                                               |
| Найкращий мінісеріал або телефільм                                       | • «Звичайне серце»                                                     |                                                               |
| Найкращий мінісеріал або телефільм                                       | • «Олівія Кіттерідж»                                                   |                                                               |
| Найкращий мінісеріал або телефільм                                       | • «Справжній детектив»                                                 |                                                               |
| Найкраща чоловіча роль серіалу — драма                                   |                                                                        | • «Картковий будинок» — Кевін Спейсі за роль Френка Андервуда |
| Найкраща чоловіча роль серіалу — драма                                   | • «Лікарня Нікербокер» — Клайв Овен за роль Джона «Тека» Текері        |                                                               |
| Найкраща чоловіча роль серіалу — драма                                   | • «Рей Донован» — Лев Шрайбер за роль Рея Донована                     |                                                               |
| Найкраща чоловіча роль серіалу — драма                                   | • «Чорний список» — Джеймс Спейдер за роль Реймонда Реддінгтона        |                                                               |
| Найкраща чоловіча роль серіалу — драма                                   | • «Роман» — Домінік Вест за роль Ноя Солловея                          |                                                               |
| Найкраща жіноча роль серіалу — драма                                     |                                                                        | • «Роман» — Рут Вілсон за роль Елісон Бейлі                   |
| Найкраща жіноча роль серіалу — драма                                     | • «Батьківщина» — Клер Дейнс за роль Керрі Метісон                     |                                                               |
| Найкраща жіноча роль серіалу — драма                                     | • «Як уникнути покарання за вбивство» — Віола Девіс за роль Енн Кітінг |                                                               |
| Найкраща жіноча роль серіалу — драма                                     | • «Гарна дружина» — Джуліанна Маргуліс за роль Алісії Флоррік          |                                                               |
| Найкраща жіноча роль серіалу — драма                                     | • «Картковий будинок» — Робін Райт за роль Клер Андервуд               |                                                               |
| Найкраща чоловіча роль серіалу — комедія або мюзикл                      |                                                                        | • «Очевидне» — Джефрі Тембор за роль Мори Феффермен           |
| Найкраща чоловіча роль серіалу — комедія або мюзикл                      | • «Луї» — Луї Сі Кей за роль Луї                                       |                                                               |
| Найкраща чоловіча роль серіалу — комедія або мюзикл                      | • «Оселя брехні» — Дон Чідл за роль Марті Каана                        |                                                               |
| Найкраща чоловіча роль серіалу — комедія або мюзикл                      | • «Дерек» — Рікі Джервейс за роль Дерека Ноакса                        |                                                               |
| Найкраща чоловіча роль серіалу — комедія або мюзикл                      | • «Безсоромні» — Вільям Мейсі за роль Френка Ґаллагера                 |                                                               |
| Найкраща жіноча роль серіалу — комедія або мюзикл                        |                                                                        | • «Незаймана Джейн» — Джина Родрігес за роль Джейн Віллануева |
| Найкраща жіноча роль серіалу — комедія або мюзикл                        | • «Помаранчевий — хіт сезону» — Тейлор Шиллінг за роль Пайпер Чепмен   |                                                               |
| Найкраща жіноча роль серіалу — комедія або мюзикл                        | • «Дівчата» — Лена Дангем за роль Хенни Хорвас                         |                                                               |
| Найкраща жіноча роль серіалу — комедія або мюзикл                        | • «Віцепрезидент» — Джулія Луї-Дрейфус за роль Селіни Маєр             |                                                               |
| Найкраща жіноча роль серіалу — комедія або мюзикл                        | • «Медсестра Джекі» — Іді Фалко за роль Джекі Пейтон                   |                                                               |
| Найкраща чоловіча роль мінісеріалу або телефільму                        |                                                                        | • «Фарґо» — Біллі Боб Торнтон за роль Лорена Мальво           |
| Найкраща чоловіча роль мінісеріалу або телефільму                        | • «Фарґо» — Мартін Фріман за роль Лестера Найгарда                     |                                                               |
| Найкраща чоловіча роль мінісеріалу або телефільму                        | • «Справжній детектив» — Вуді Гаррельсон за роль Мартіна Гарта         |                                                               |
| Найкраща чоловіча роль мінісеріалу або телефільму                        | • «Справжній детектив» — Меттью Макконехі за роль Раста Коула          |                                                               |
| Найкраща чоловіча роль мінісеріалу або телефільму                        | • «Звичайне серце» — Марк Руффало за роль Неда Вікса                   |                                                               |
| Найкраща жіноча роль мінісеріалу або телефільму                          |                                                                        | • «Шляхетна жінка» — Меггі Джилленгол за роль Несси Штейн     |
| Найкраща жіноча роль мінісеріалу або телефільму                          | • «Американська історія жаху» — Джессіка Ленґ за роль Ельзи Марс       |                                                               |
| Найкраща жіноча роль мінісеріалу або телефільму                          | • «Олівія Кіттерідж» — Френсіс Мак-Дорманд за роль Олівії Кіттерідж    |                                                               |
| Найкраща жіноча роль мінісеріалу або телефільму                          | • «Зниклий безвісти» — Френсіс О'Коннор за роль Емілі Х'юз             |                                                               |
| Найкраща жіноча роль мінісеріалу або телефільму                          | • «Фарґо» — Еллісон Толман за роль Моллі Солверсон                     |                                                               |
| Найкраща чоловіча роль другого плану серіалу, мінісеріалу або телефільму |                                                                        | • «Звичайне серце» — Меттью Бомер за роль Фелікса Тернера     |
| Найкраща чоловіча роль другого плану серіалу, мінісеріалу або телефільму | • «Гарна дружина» — Алан Каммінг за роль Ілая Голда                    |                                                               |
| Найкраща чоловіча роль другого плану серіалу, мінісеріалу або телефільму | • «Фарґо» — Колін Генкс за роль Ґаса Грімлі                            |                                                               |
| Найкраща чоловіча роль другого плану серіалу, мінісеріалу або телефільму | • «Олівія Кіттерідж» — Білл Мюррей за роль Джека Кеннісона             |                                                               |
| Найкраща чоловіча роль другого плану серіалу, мінісеріалу або телефільму | • «Рей Донован» — Джон Войт за роль Міккі Донована                     |                                                               |
| Найкраща жіноча роль другого плану серіалу, мінісеріалу або телефільму   |                                                                        | • «Абатство Даунтон» — Джоан Фроггатт за роль Анни Бэйтс      |
| Найкраща жіноча роль другого плану серіалу, мінісеріалу або телефільму   | • «Помаранчевий — хіт сезону» — Узо Адуба за роль Сьюзенн Воррен       |                                                               |
| Найкраща жіноча роль другого плану серіалу, мінісеріалу або телефільму   | • «Американська історія жаху» — Кеті Бейтс за роль Етель Дарлінг       |                                                               |
| Найкраща жіноча роль другого плану серіалу, мінісеріалу або телефільму   | • «Мама» — Еллісон Дженні за роль Бонні Планкетт                       |                                                               |
| Найкраща жіноча роль другого плану серіалу, мінісеріалу або телефільму   | • «Справжній детектив» — Мішель Монаган за роль Меггі Гарт             |                                                               |

## Спеціальні нагороди
| Премія імені Сесіля Б. Де Мілля (Нагорода за внесок у кінематограф) |  | Джордж Клуні американський актор, режисер, продюсер та сценарист |
| Міс «Золотий глобус» (Символічний титул)                            |  | Грір Греммер донька актора Келсі Греммера та Беррі Бакнер        |